# Město umění a věd

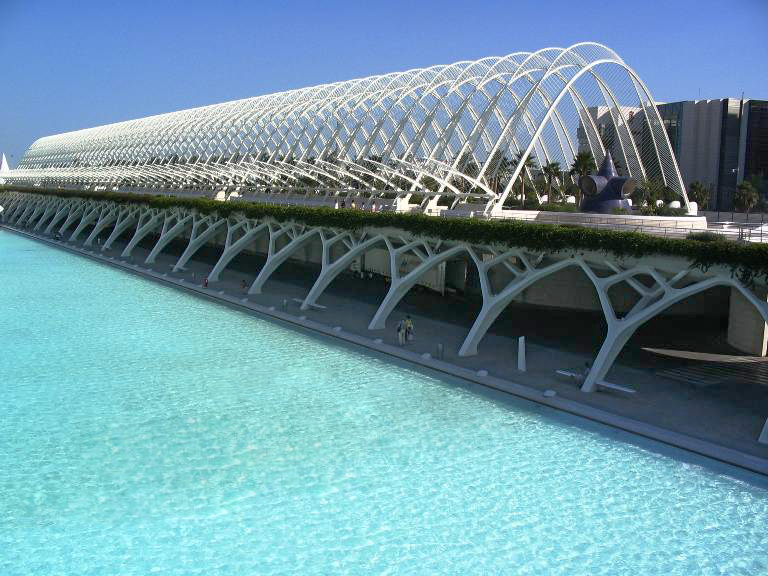
Umbraculo (L'Umbracle)

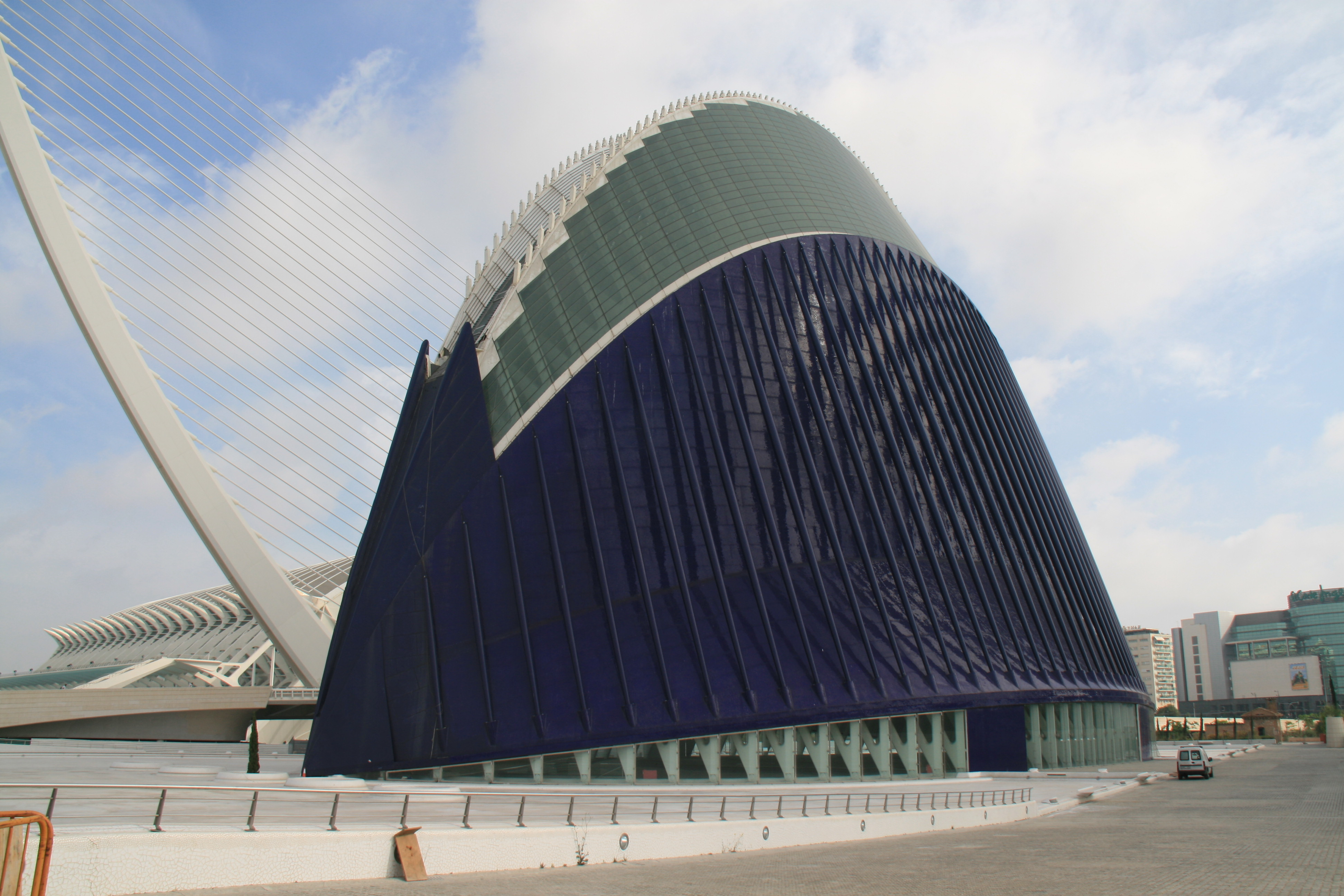
L'Àgora

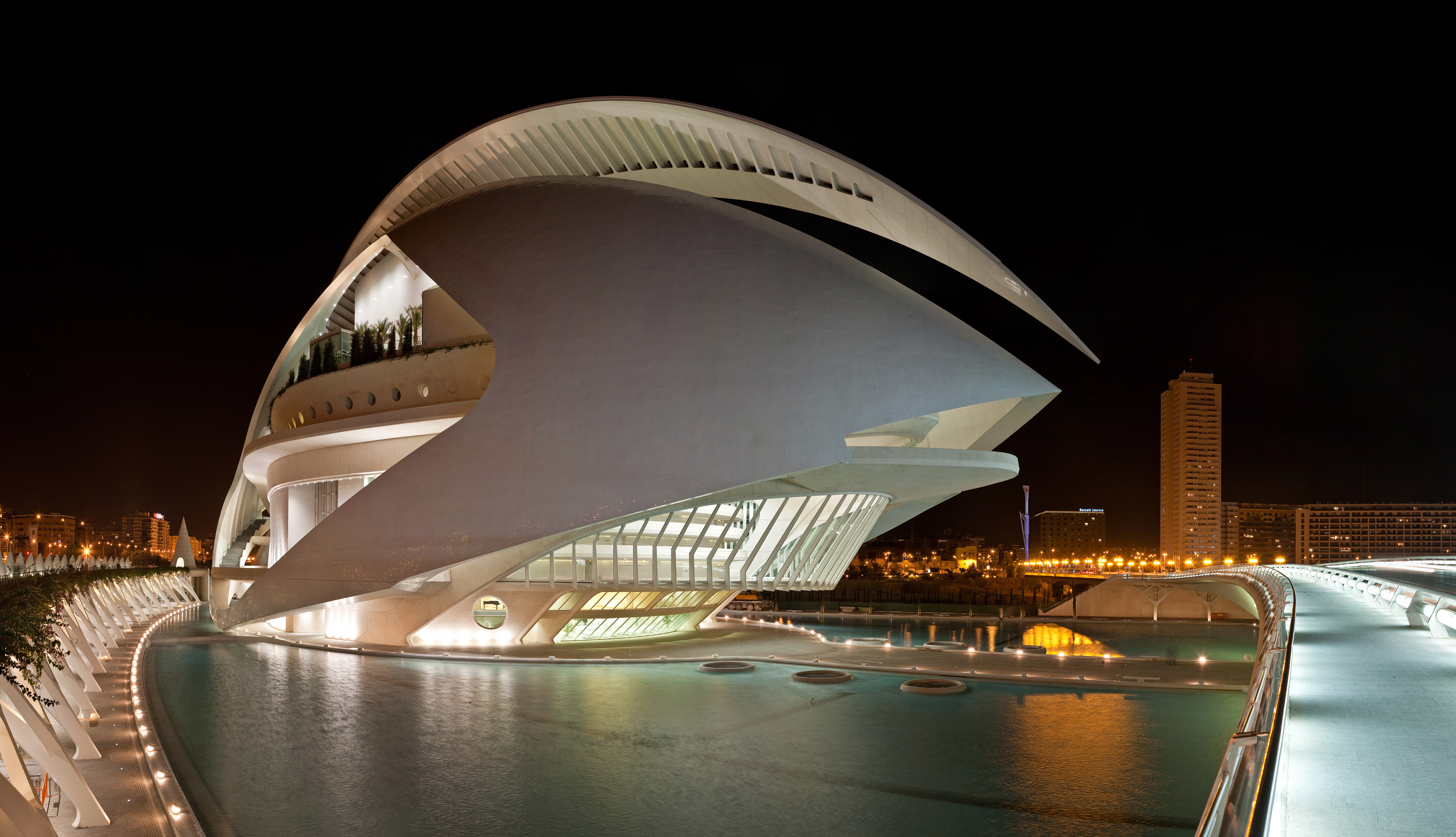
Palác umění (El Palau de les Arts Reina Sofía)

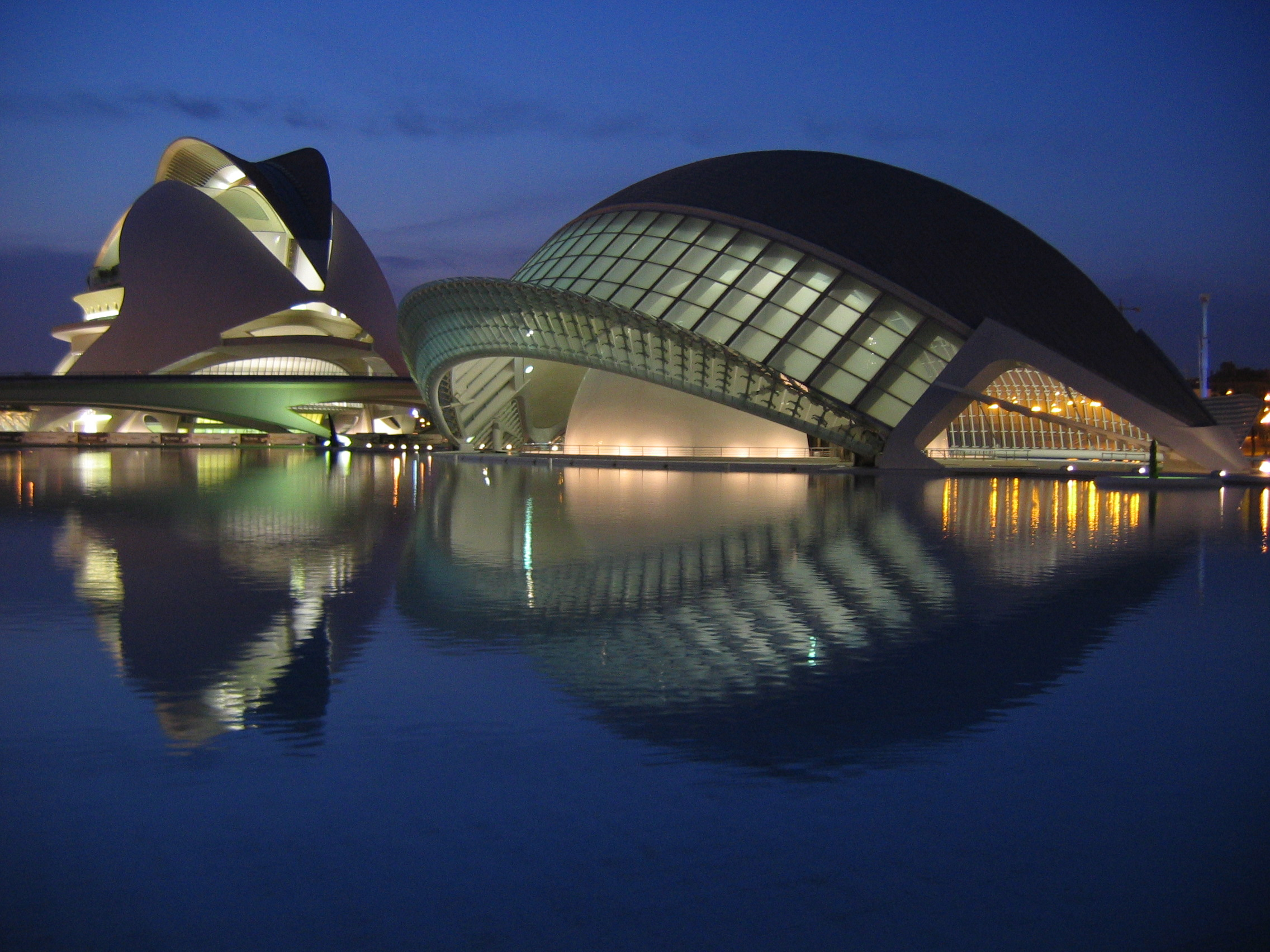
L'Hemisfèric

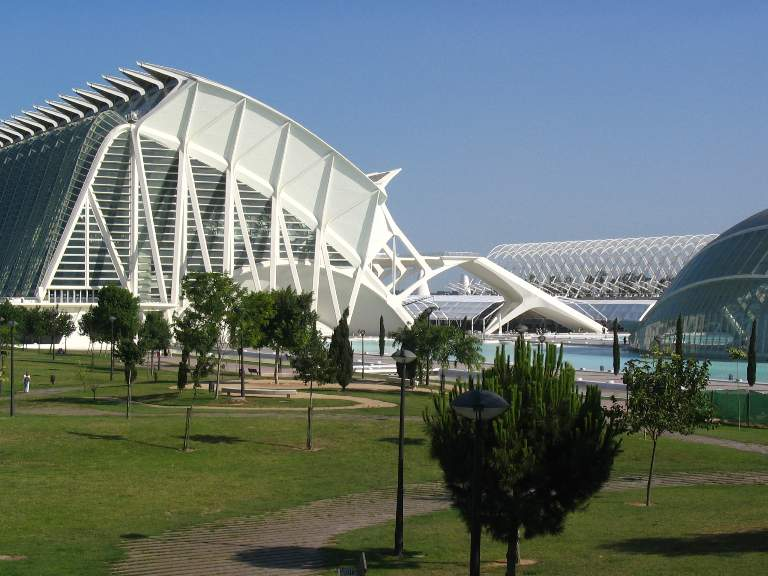
Vědecké muzeum prince Filipa (El Museu de les Ciències Príncipe Felipe)

Město umění a věd (katalánsky Ciutat de les Arts i les Ciències, španělsky Ciudad de las Artes y las Ciencias; CACSA) je reprezentativní národní muzeum ve španělské Valencii, vybudované v letech 1991–2005. Tento projekt je dílem architekta Santiaga Calatravy. Patří k jeho největším a nejsložitějším dílům a stalo se symbolem Valencie.
Celý areál je nicméně předmětem kontroverzí, neboť náklady na vybudování násobně převýšily přínosnost projektu, mnohé budovy dlouhodobě zejí prázdnotou (L'Agora). Komplex byl označen za „stádo bílých slonů“.

## Vznik komplexu
Velký komplex věnovaný kultuře a vědě je součástí urbanistického kontextu, který se začal tvořit ve Valencii po roce 1957. Tehdy byla kvůli ničivé povodni odkloněna řeka Turia a v jejím původním korytě vznikl pás země dlouhý 8 km a široký 200 m, který odděluje staré město od přímořského letoviska Nazaret. Tento prostor byl v letech 1981–1988 upravený na park Zahrady Turia (Jardi del Túria) architektem Ricardem Bofillem. Jeho projekt zahrnul zelené plochy a vodní zrcadla, jako vzpomínku na řeku, taktéž veřejné prostory, sportovní areály a botanickou zahradu. 
Komplex byl v letech 1987 a 2001 rozšířený o Palác hudby José Marie de Paredes, Vědecké muzeum prince Filipa a Mořský park (Oceanográfico), oceánografické muzeum o rozloze 80 000 m², jehož vyčnívající střecha z tenkého betonu ve tvaru hyperbolických paraboloidů, připomínajících rozvírající se květ leknínu je dílem architekta Felixe Candely. Městská správa (tzv. Generalitat) aby zdůraznila kulturní význam Valencie, rozhodla postavit na tomto místě národní muzeum. V roce 1991 zvítězil Santiago Calatrava v soutěži na stavbu telekomunikační věže v západní části areálu (ta však byla v roce 1996 nahrazena Palácem umění) a krátce na to byl pověřen vypracováním projektu na celý komplex o celkové rozloze 350 000 m², který měl zahrnovat i vědecké muzeum a planetárium.

### Inspirace
Dominantní inspirací projektu je příroda jako matka a učitelka: čtveřice budov tohoto městečka, rozložené podél osy východ–západ, je založená na biologických tvarech, od kostry obrovského dinosaura, která tvoří budovu Vědeckého muzea, přes oko planetária, určené k pozorování oblohy, k lesu zkamenělých stromů. Tyto zoomorfní konstrukce se odrážejí ve vodních plochách, které je jako symboly moře obklopují a zdvojnásobují jejich už i tak monumentální rozměry, podobně jako je to u indického Tádž Mahalu. Vytvořením konstrukcí výhradně z bílého betonu se popřela materiálová různorodost a podtrhla se abstraktní a symbolická jednota budov.

## L'Hemisfèric
Prostorové kino L'Hemisfèric bylo dokončeno v roce 1998 jako první z budov komplexu. Je 100 metrů dlouhý, 55,5 metrů široký a v nejvyšším bodě asi 26 metrů vysoký. Tvarem připomíná obrovskou lasturu vystupující z vodní plochy o rozměrech 1300×200 m. Odrazem ve vodě a znásobenou velikostí se mění na lidské oko, uvnitř kterého kupole kina IMAX představuje zorničku chráněnou monumentálním „víčkem“ z ocele a skla o průměru 32 m, které se podle potřeby otvírá a zavírá. V kině jsou promítány zejména filmy s astronomickou, historickou a biologickou tematikou. L'Hemisfèric má také vynikající akustiku, dva lidé stojící u opačných pilířů „oka“ mohou bez problému komunikovat.

## Vědecké muzeum prince Filipa
V roce 2000 ukončila linii směřující od východu k západu budova Vědeckého muzea prince Filipa. Tato velká obdélníková stavba dlouhá 214 m je utvářená modulovým opakováním příčného řezu. Na jih se obrací plastickou konstrukcí z bílého betonu, zatím co prosklená severní fasáda, připomínající zmrzlý vodopád, vytvořený ze 4000 skleněných tabulí, odhaluje pět obrovských betonových sloupů uvnitř, které jako stromy podepírají schodiště a výtahy do vyšších podlaží. 
Podle úhlu pohledů vyvolává tato budova různé protichůdné představy; minulost vnímaná skrzeva kostru obřího dinosaura a přítomnost zhmotněná v moderní zvlněné fasádě. Uvnitř se nachází dlouhý výstavní sál věnovaný vývoji života a posledním poznatkům na poli vědy a techniky, přičemž expozice je založená na interaktivním pojetí. Převrací tím tradiční didaktické pojetí výstavy, spojuje vzdělání se zábavou. Krédo jeho ředitele Manuela Toharia znělo: „Je přísně zakázané nedotýkat se vystavených exponátů“. Tři podlaží představují tři velká témata, kterých se divák zúčastní podle doporučených tras. Expozice, která se rozprostírá na více než 42 000 m², zahrnuje taktéž sbírky, které muzeu přenechal Severo Ochoa, nositel Nobelovy ceny za medicínu.

## Umbraculo
Vzniklo rok po dokončení Vědeckého muzea prince Filipa, v roce 2001. Je situované rovnoběžně s muzeem, ale o něco výš. To návštěvníkům umožňuje výhled na celý komplex. Konstrukce vytvořená opakováním 55 bílých kovových oblouků, vysokých 18 m, o celkové délce 320 m je moderní interpretací zimní zahrady, která uvnitř ukrývá na 50 rozličných druhů květin typických pro okolí Valencie a taktéž několik stromů. Oblíbené jsou mezi návštěvníky kaleidoskopické efekty této stavby, stejně tak galerie pod širým nebem představující sochy současných umělců. V podzemním podlaží se nachází kryté parkoviště pro auta a autobusy.

## Palác umění
Palác umění je posledním dílem uzavírajícím komplex. Slavnostně ho otevřeli 13. července 2005. Stavba s unikátní konstrukcí svého druhu a s vybavením, které jí umožňuje uvést jakékoliv dílo z oblasti opery a velkých hudebních představení, výrazně přispívá k posílení kulturního významu Valencie. Honosná střešní konstrukce dlouhá 230 m a vysoká 70 m ukrývá dvě symetrické betonové skořepiny s auditóriem pro 1300 lidí. Sezení je možné libovolně upravit pro uspořádání opery, koncertů či baletu. Dále je tu sál se 400 místy pro komorní hudbu, divadlo a další představení a nakonec ještě krytý sál pod širým nebem s kapacitou 2000 míst, který nabízí úchvatný pohled na celý komplex.